# Ormia lopesi
Ormia lopesi là một loài ruồi trong họ Tachinidae.